# Hans Kessler (Theologe, 1938)
Hans Hubert Kessler (* 12. März 1938 in Schwäbisch Gmünd) ist ein deutscher, römisch-katholischer Theologe und Hochschullehrer.

## Leben
Hans Hubert Kessler ist der Sohn von Klara Kessler, geborene Forster, und des Zimmermanns Hubert Kessler. Von 1957 bis 1961 studierte Kessler Philosophie, katholische und evangelische Theologie sowie Pädagogik an der Eberhard Karls Universität Tübingen und an der Julius-Maximilians-Universität Würzburg sowie an der Universität Münster. Er wurde zum Dr. theol. promoviert und war von 1972 bis 2003 Professor für Systematische Theologie (Dogmatik und Fundamentaltheologie) an der Johann-Wolfgang-Goethe-Universität Frankfurt am Main.
Hans Kessler ist seit 1969 mit Heidrun Kessler, geborene Kilian, verheiratet. Er hat eine Tochter (Anette) und wohnt in Werther (Westfalen).

## Schriften (Auswahl)
- Die theologische Bedeutung des Todes Jesu. Eine traditionsgeschichtliche Untersuchung. Patmos, Düsseldorf 1970; 2. Auflage ebenda 1971.
- Erlösung als Befreiung. 1972.
- Sucht den Lebenden nicht bei den Toten. Die Auferstehung Jesu Christi in biblischer, fundamentaltheologischer und systematischer Sicht. Patmos, Düsseldorf 1985, ISBN 3-491-77626-0.
- Das Stöhnen der Natur. Plädoyer für eine Schöpfungsspiritualität und Schöpfungsethik. Patmos, Düsseldorf 1990, ISBN 3-491-77805-0.
- Christologie. In: Theodor Schneider (Hrsg.): Handbuch der Dogmatik. Band 1: Prolegomena, Gotteslehre, Schöpfungslehre, Christologie, Pneumatologie. Patmos, Düsseldorf 1992, ISBN 3-491-77042-4, S. 241–442.
- Den verborgenen Gott suchen. Gottesglaube in einer von Naturwissenschaften und Religionskonflikten geprägten Welt. Schöningh, Paderborn u. a. 2006, ISBN 3-506-75666-4.
- Das Leid in der Welt – ein Schrei nach Gott (= Topos-plus-Taschenbücher. Bd. 631). Echter, Würzburg 2007, ISBN 978-3-7867-8631-3.
- Evolution und Schöpfung in neuer Sicht. 2009; 5. Auflage. Butzon & Bercker, Kevelaer 2017, ISBN 978-3-8367-0026-9.